# Constantin I. Brătescu
Constantin I. Brătescu (n. 30 septembrie 1882, Câșle, azi Mineri, Tulcea - d. 23 octombrie 1945, București) a fost un geograf, pedagog și scriitor român, care s-a remarcat în cercetarea geomorfologică, membru corespondent al Academiei Române.

## Biografie
Constantin Brătescu, prin studiile pe care le întreprinde, poate fi pe drept socotit geograful Dobrogei.
Se naște la 30 septembrie 1882 în satul Câșla (județul Tulcea), ca fiu al învățătorului Ioan Brătescu și al Caliopei Ecaterina Caramfil. în tot cursul vieții, Constantin Brătescu se va simți legat de locurile de baștină. Aceasta o dovedesc majoritatea lucrărilor sale : Delta Dunării, Lacul Tașaul, Pămîntul Dobrogei, Fitogeografia și solurile Dobrogei, Dobrogea, Nume vechi ale Dobrogei etc.
După absolvirea școlii primare, în clasa tatălui său, Brătescu este înscris la Gimnaziul din Tulcea. în anul 1901 figurează printre studenții Facultății de litere a Universității București, dar atras de cursurile profesorului Simion Mehedinți, se dedică geografiei. Opera lui Brătescu cuprinde studii din toate ramurile geografiei (geografie fizică, geografie istorică, istoria geografiei etc).
În 1906 își ia licența în geografie, funcționează ca profesor suplinitor, ca bibliotecar la secția de geografie a Universității din București, ca asistent la catedra de geografie a profesorului Simion Mehedinți.
În 1909 pleacă în Germania, la Universitățile din Leipzig și Berlin pentru specializare. La întoarcerea în țară, este numit profesor de geografie la școala normală din Constanța, unde duce și o susținută activitate științifică prin editarea unor valoroase lucrări de geografie.
Întrerupt în activitatea sa în timpul războiului (este mobilizat la serviciul cartografic al armatei), își reia activitatea didactică și științifică după război. Ca director al Școlii superioare de comerț din Constanța, reușește să înființeze o școală elementară de comerț și o școală de ucenici. Paralel duce activitate literară publicând în reviste poezii, recenzii, traduceri, sub pseudonimele Salsovia, C.B., B.
Împreună cu numismatul Constantin Moisil înființează și conduce revista Arhiva Dobrogei, iar cu prietenul său, avocatul și publicistul Ioan N. Roman întemeiază în 1920 revista "Analele Dobrogei", care din 1924 continuă să fie editată în Cernăuți, unde profesorul Constantin Brătescu este numit profesor la catedra de geografie.
În 1930 este ales decan al Facultății de științe din Cernăuți, în 1935 este ales membru al Academiei de științe din România, iar în 1938 i se încredințează conducerea secției de geografie la Universitatea București.
Cursurile sale de geografie generală, de geomorfologie comparată, studiile științifice, notele, culegerile de folclor și încercările literare, au îmbogățit tezaurul literar științific al țării.
Moare la 23 octombrie 1945 lăsînd o bogată operă geografică, pedagogică și literară.
- La Constanța se află Colegiul Național Pedagogic "Constantin Brătescu".

## Lucrări
- Pământul Dobrogei
- Delta Dunării, 1922
- Oscilațiile de nivel ale apelor și bazinului Mării Negre în cuaternar, 1942